# Dottor Poison
Il Dottor Poison (tedesco: Doktor Gift) è il nome di due personaggi di fantasia, supercriminali che compaiono nelle pubblicazioni DC Comics e nei media correlati. Entrambi i cattivi sono apparsi come nemici ricorrenti per Wonder Woman.
Un'incarnazione di Isabel Maru ha fatto il suo debutto cinematografico nel film del DC Extended Universe Wonder Woman (2017), interpretata dall'attrice spagnola Elena Anaya.

## Biografia

### Principessa Maru
Il dottor Poison è apparso per la prima volta come capo della divisione veleni di una banda di spionaggio nazista che aveva pianificato di contaminare l'acqua dell'esercito degli Stati Uniti con "Reverso", un farmaco che costringe chiunque lo prenda a "fare l'esatto opposto di quello che gli viene detto." Ha mascherato il suo sesso indossando un ingombrante costume con cappuccio e una maschera. I subalterni del dottor Poison catturarono Steve Trevor e lo portarono alla loro base in America dove fu interrogato dal dottor Poison. Wonder Woman, travestita da infermiera, ha aiutato Steve Trevor ma è stato costretto a fuggire dalla scena dopo una lunga battaglia. Nel frattempo, il farmaco Reverso è riuscito a trasformare migliaia di soldati americani contro i loro superiori. Wonder Woman ha reclutato Etta Candy per aiutarla a creare un diversivo per le truppe del dottor Poison, che ha portato alla sconfitta del cattivo. Quando Wonder Woman si tolse il travestimento, scoprì che il dottor Poison era Maru, una principessa giapponese. Maru ha fatto un altro tentativo per sconfiggere l'Amazzonia, ma è stata affrontata da Etta Candy e costretta a rinunciare all'antidoto. In seguito è stata presa in custodia dalla polizia.
Più tardi, la principessa Maru è sfuggita alla prigione e si è travestita da Mei Sing, una "principessa" che lavorava in un nightclub cinese. Ancora una volta ha catturato Steve Trevor, che non poteva vedere attraverso il suo travestimento. Ciò ha portato a un altro incontro con Wonder Woman, che Maru ha sconfitto con una granata a gas anestetico. Maru stava perfezionando un gas verde che avrebbe intasato i carburatori degli aerei statunitensi. Questo piano è stato sventato ancora una volta da Wonder Woman.
Invece di rimettere Maru in prigione, Wonder Woman l'ha condannata a Transformation Island, la colonia penale amazzonica dove molte donne criminali sono state mandate a riformarsi. Sebbene la maggior parte dei detenuti si sia riformata con amorevole sottomissione, Maru e altre sette donne si sono rifiutate di cambiare i loro modi. Lo schiavista saturniano Eviless ha riunito questi supercriminali ribelli sotto il nome di Villainy Inc. Maru è tornata al suo travestimento da Dottor Poison e ha ingannato la regina Ippolita facendole credere che gli uomini avessero invaso Paradise Island. I cattivi sono stati in grado di catturare la cintura di Ippolita, che hanno usato per sconfiggere Wonder Woman. Il dottor Poison si è poi unito a Eviless, Blue Snowman e Cheetah su una barca con la prigioniera Wonder Woman, complottando per imprigionare l'Amazzonia sull'Isola della Trasformazione per vendetta. Wonder Woman ha tentato di scappare ribaltando la barca, ma i quattro membri di Villainy Inc. l'hanno sconfitta ancora una volta. Dopo aver viaggiato su Transformation Island, Eviless torturò Wonder Woman fino a quando la criminale riformata Irene guidò un ammutinamento contro Villainy Inc. Nel caos che ne seguì, Wonder Woman e Hippolyta si liberarono dalle loro catene e riuscirono a sconfiggere il dottor Poison ei suoi tre compagni.
Dopo gli eventi di Crisi sulle Terre infinite, il dottor Poison è stato un membro fondatore di Villainy Inc., ma la squadra è stata creata dalla regina Clea invece di Eviless. Come parte di Villainy Inc., il dottor Poison ha combattuto contro Ippolita, la prima Wonder Woman, negli anni Quaranta. In seguito è stato rivelato da sua nipote che era morta dopo aver creato il farmaco Reverso, poiché aveva accidentalmente invertito i suoi schemi di crescita e aveva dimenticato l'antidoto diventando troppo giovane troppo velocemente, tornando alla fine a un feto e poi a niente.

### Marina Maru
Nipote dell'originale dottor Poison, questa seconda incarnazione appare in combutta con la semidea Devastazione. Il sesso del dottor Poison rimane ambiguo, gli unici indizi sono le unghie lunghe e una smorfia di rossetto. Si è anche unita alla seconda Villainy Inc. e ancora una volta ha combattuto Wonder Woman. Questa incarnazione del dottor Poison ha confermato che sua nonna ha combattuto contro la regina Ippolita come Wonder Woman durante la seconda guerra mondiale. Spiega anche che sua nonna ha incontrato la propria morte con la creazione del farmaco chiamato "Reverso". L'originale Doctor Poison ha accidentalmente invertito i suoi schemi di crescita e aveva dimenticato l'antidoto diventando troppo giovane troppo velocemente, alla fine tornando a un feto e poi a niente.
Il dottor Poison è uno dei cattivi inviati per recuperare la carta gratuita Esci dall'inferno dai Sei Segreti.
Successivamente è stato chiesto alla dottoressa Poison di far parte della Società Segreta dei Super Cattivi, che ha accettato. Unendosi agli altri scienziati del team, è stata assegnata a raccogliere campioni di suolo da Logor Jasenovac, Croazia. Ha aggiunto i suoi campioni a quelli di altre aree della Terra in cui è avvenuto il genocidio e ha contribuito a creare il nuovo genocidio cattivo di Wonder Woman. Dopo la crisi finale, era con la società segreta dei supercriminali di Cheetah.
Nel settembre 2011 la DC Comics ha riavviato la continuità del suo universo immaginario e ha rilanciato tutti i 52 libri mensili in un'impresa chiamata New 52. In questa nuova linea temporale, la dottoressa Maru viene reintrodotta come la figlia caucasica di una coppia di scienziati russi rinomati. per la loro conoscenza dei veleni. Le spie americane si erano avvicinate ai suoi genitori perché pensavano che l'esperienza dei medici potesse portare al dominio degli Stati Uniti nelle armi biologiche. Quando hanno rifiutato, il governo russo ha scoperto le loro pratiche. I suoi genitori furono etichettati come terroristi dalla Russia e imprigionati vicino alla Siberia dove morirono durante gli interrogatori. La dottoressa Poison ha incolpato gli Stati Uniti per la morte dei suoi genitori e ha pianificato di vendicarsi con attacchi chimici.
Dopo gli eventi di DC Rebirth, la storia del dottor Poison era stata modificata. Nell'attuale continuità, lei è il colonnello Marina Maru, un soldato giapponese che lavora per l'organizzazione chiamata Poison che era stata fondata dalla sua famiglia. Durante i primi mesi di Wonder Woman negli Stati Uniti, l'Amazzonia ha scoperto un gruppo di uomini infettati dal Maru Virus, un veleno che spinge le sue vittime a compiere omicidi indotti dalla rabbia. [9] Dieci anni dopo, dopo che Wonder Woman aveva scoperto di aver vissuto una bugia per diversi anni, Veronica Cale inviò il dottor Poison ad attaccare l'Amazzonia. Nel sequel di Watchmen Doomsday Clock, il dottor Poison è tra i cattivi che partecipano a un incontro sotterraneo tenuto dall'Enigmista che parla della Teoria di Superman. Il dottor Poison parla di una voce secondo cui le Amazzoni riportarono con la forza Wonder Woman a Themyscira.

## Poteri e abilità
Il dottor Poison è un genio scientifico nei campi della chimica e della biologia, un'esperta nell'uso di veleni, tossine e piaghe. Pratica ingegneria di agenti patogeni, veleni, tossine, pestilenze e armi chimiche.
Nell'universo DC Redbirth, oltre alla sua esperienza scientifica, dottor Poison è un soldato addestrato.

## Altri media

### Cinema
- Fa il suo debutto live-action come antagonista terziaria nel film del DC Extended Universe Wonder Woman (2017), interpretata da Elena Anaya. L'identità di questo adattamento è la dottoressa Isabel Maru, una psicopatica scienziata e chimica spagnola reclutata dallo spietato generale Erich Ludendorff per creare armi chimiche per l'esercito tedesco e soprannominata il "Dottor Poison" per i ragazzi in trincea. A causa della deturpazione del viso, indossa una maschera di ceramica sul lato sinistro del viso. Segna la prima apparizione dal vivo del personaggio, sebbene l'ambientazione sia la prima guerra mondiale piuttosto che l'ambientazione della seconda guerra mondiale dei fumetti. Steve Trevor ruba un libro di appunti del dottor Maru sulle sue nuove armi chimiche che renderebbero inutili le maschere antigas contro di loro, atterrando a Themyscira durante una fuga, il che avvisa Diana della guerra in corso. Diana inizialmente crede che Ares sia direttamente responsabile della guerra, agendo come o attraverso Ludendorff, ma in seguito apprende che tutto ciò che Ares ha fatto è stato fornire alcune idee per le armi a personaggi come Maru, mentre la decisione di usare le armi era ancora una scelta degli umani stessi. Ares tenta di convincere Diana al suo punto di vista offrendo la possibilità di uccidere Maru per i suoi peccati e partecipare alla guerra, ma Diana rifiuta questa offerta poiché il sacrificio di Trevor ispira Diana a riconoscere e accettare l'umanità per i suoi difetti piuttosto che condannarla per non farlo essere perfetto. Questo porta Diana, per pietà, a risparmiare Maru, che poi fugge.
- Il Dottor Poison appare nel film d'animazione del DC Animated Movie Universe Wonder Woman: Bloodlines, doppiata da Courtenay Taylor.

### Videogiochi
- Il Dottor Poison appare come un personaggio giocabile nei videogiochi DC Legends e LEGO DC Super-Villains.